# Eliška Kleinová
Eliška Kleinová (27. února 1912 v Přerově – 2. září 1999 v Praze) byla česká hudební pedagožka a učitelka hry na klavír.

## Život
Eliška Kleinová se narodila jako druhá dcera židovských manželů Heleny Kleinové (původním jménem Ilony Marmorsteinové) a Jindřicha Kleina v Přerově jako Elisabeth ("Lisa") Klein. České jméno (jako nepřesný překlad) dostala při zápisu do české školy.
Po prvním hudebním vzdělání u Karla Maříka v letech 1922 – 1929 odešla na konzervatoř do Prahy studovat hru na klavír mj. u Jana Heřmana. Zde se setkala s Erikem A. Saudkem a Rafaelem Schächterem a v Praze také zařídila možnost vzdělání pro svého bratra Gideona. Gideon zpočátku do Prahy přijížděl jednou za měsíc, později se ale přestěhoval ke své sestře a jejich matka je následovala roku 1934. V roce 1935 ukončila Eliška studium absolutoriem u Jana Heřmana Mozartovým klavírním koncertem č. 20 d-moll, KV 466.
V témže roce se do Prahy přes Francii vrátila z Palestiny Eliščina sestra Edita (*1909), kam předtím vycestovala v roce 1929. Její návrat byl nucený, neboť byla jako členka komunistické strany opakovaně zatčena. Po příjezdu do Prahy pracovala dále pro Mezinárodní organizaci na podporu revoluce a zaangažovala také Elišku, která v roce 1937 cestovala jako tajná vyslankyně do Vídně.

## Pronásledování
V listopadu 1939 byly uzavřeny české vysoké školy. V květnu 1940 Eliška otěhotněla a v srpnu téhož roku byla její sestra Edita zatčena.
Poté, když byl její bratr Gideon mezi 1. a 4. prosincem 1941 odvlečen do Terezína jako člen "AK" („Aufbaukommando“), následovala 16. července 1942 také její deportace. Díky pomoci bratra Gideona mohla být umístěna se svou matko na půdě jednoho z baráků místo spodních kasáren. Směla pracovat v táborové mateřské škole a později v pekárně. Eliška měla veliký podíl na skladatelské činnosti svého bratra, který jí své skladby věnoval. Na rozdíl od svého bratra se však nemohla podílet na kulturním životě v terezínském ghettu. Kvůli nebezpečí deportace, které jí jako neprovdaným ženám hrozilo, se Eliška 22. srpna 1943 formálně vdala za bratrova přítele, skladatele Hanse Krásu – později se ovšem opět rozvedli.
Ve dnech 12. - 14. října 1944 byla spolu se svou matkou a tetou převezena do tábora v Osvětimi. Při selekci však byla od matky i tety odloučena. V Osvětimi se dověděla o popravě svého švagra v roce 1942 v Mnichově a o smrti své sestry během epidemie tyfu roku 1943 v Osvětimi. Po několika týdnech se dostala do Roznětova u Opolí. 21. ledna 1945 se jí při několikadenním pochodu podařilo ve Volově uprchnout společně s Gertrudou Sekaninovou a šesti dalšími ženami a 29. ledna se dostala do Prahy. Za pomoci Erika Saudka se skrývala na Smíchově až do povstání 5. května 1945.
Od Erika Saudka obdržela jeden z posledních dopisů jejího bratra, který se z koncentračního tábora Fürstengrube podařilo propašovat Fritzi Gratumovi. Skladatel Vojtěch Saudek, syn Erika Saudka, věnoval Gideonu Kleinovi svůj klavírní koncert.

### Propagace díla Gideona Kleina
Po válce pracovala jako klavírní pedagožka a zasadila se o propagaci díla svého zavražděného bratra Gideona a skladatele Hanse Krásy. V roce 1946 zahrál Pavel Štěpán ve světové premiéře klavírní sonátu od Gideona Kleina.
Ovšem teprve v 70. letech bylo možné muzikologické zpracování podkladů. Když byl roku 1991 objeven kufr s rukopisy dosud neznámých skladeb Gideona Kleina, stal se její bratr díky tomuto nálezu mezitím natolik známým, že většina nalezených skladeb mohla být v krátkém čase provedena. Od roku 1993 je souborné dílo Gideona Kleina vydáváno tiskem.

### Klavírní pedagožka
V 50. letech se jí nevyhnuly politické události. Roku 1952 byla vyloučena z konzervatoře a v roce 1954 byla rehabilitována natolik, že mohla opět působit jako hudební pedagog. Později vychází její sbírka etud pro klavír a známá je rovněž její společná práce s dámami Fišerovou a Müllerovou, vydaná pod názvem Škola hry z listu na základě čtyřruční hry (Praha: Supraphon, 1996). Ještě v říjnu 1993, ve svých téměř 82 letech, byla pozvána společností EPTA (European Piano Teacher Association) do Mohuče, aby zde přednášela, a veliký úspěch ji velmi dojal.